# Condado de Lane (Kansas)
El condado de Lane (en inglés: Lane County), fundado en 1873, es uno de 105 condados del estado estadounidense de Kansas. En el año 2009, el condado tenía una población de 1,894 habitantes y una densidad poblacional de 1 personas por km². La sede del condado es Dighton. El condado recibe su nombre en honor a Henry Lane.

## Geografía
Según la Oficina del Censo, el condado tiene un área total de 1858 km² (717,4 mi²), de la cual 1858 km² (717,4 mi²) es tierra y 0 km² (0 mi²) (0.01%) es agua.

### Condados adyacentes
- Condado de Gove (norte)
- Condado de Wyandotte (este)
- Condado de Johnson (sureste)
- Condado de Douglas (suroeste)
- Condado de Jefferson (oeste)
- Condado de Atchison (noroeste)

## Demografía
Según la Oficina del Censo en 2000, los ingresos medios por hogar en el condado eran de $36,047, y los ingresos medios por familia eran $41,892. Los hombres tenían unos ingresos medios de $29,429 frente a los $20,446 para las mujeres. La renta per cápita para el condado era de $18,606. Alrededor del 8.20% de la población estaban por debajo del umbral de pobreza.

## Transporte

### Autopistas principales
- Ruta Estatal de Kansas 23
- Ruta Estatal de Kansas 96

## Localidades
Población estimada en 2004;
- Dighton, 1,138 (sede)

### Áreas no incorporadas
- Healy

### Municipios
El condado de Lane está dividido entre 5 municipios. El condado no tiene a ninguna ciudad independiente a nivel de gobierno, y todos los datos de población para el censo de las ciudades son incluidas en el municipio.

## Educación

### Distritos escolares
- Healy USD 468
- Dighton USD 482